# Bầu cử Hội đồng Lập pháp Hồng Kông 2021
Bầu cử Hội đồng Lập pháp Hồng Kông năm 2021 dự kiến diễn ra vào ngày 19 tháng 12 năm 2021 để bầu lên Hội đồng Lập pháp Hồng Kông (LegCo) khóa VII. Hệ thống bầu cử của đặc khu đã có nhiều thay đổi sau khi Ủy ban Thường vụ Đại hội Đại biểu Nhân dân Toàn quốc (NPCSC) áp đặt một khuôn khổ mới. Tổng số ghế của Hội đồng Lập pháp được tăng từ 70 lên 90, trong đó 20 ghế do cử tri địa phương (GC) bầu trực tiếp; 30 ghế do các chức năng giới biệt (FC); và 40 bởi Ủy ban Bầu cử.
Ban đầu, tổng tuyển cử được dự kiến tổ chức ngày 6 tháng 9 năm 2020. Tuy nhiên, vào ngày 31 tháng 7 năm 2020, đương kim Đặc khu trưởng Hồng Kông, Lâm Trịnh Nguyệt Nga, đã viện dẫn Pháp lệnh Quy định khẩn cấp, trao cho bà quyền lực để hoãn cuộc bầu cử. Bà lưu ý rằng đây là biện pháp cần thiết trong bối cảnh dịch COVID-19 diễn biến phức tạp và phủ nhận bất kỳ tính toán chính trị nào đằng sau nó. Sự trì hoãn được coi là đòn giáng mạnh vào trận doanh dân chủ, những người mà muốn đạt được đa số ghế bằng cách tận dụng chiến thắng trong tuyển cử Hội đồng cấp quận năm 2019, cũng như làn sóng biểu tình lớn phản đối chính phủ và lo ngại về luật an ninh quốc gia mới do Bắc Kinh áp đặt lên Hồng Kông.

## Bối cảnh
Ban đầu, cuộc tuyển cử dự kiến được tổ chức vào ngày 6 tháng 9 năm 2020. Tuy nhiên, số ca mắc COVID-19 tại đặc khu hành chính bắt đầu gia tăng vào tháng 7 đã làm dấy lên suy đoán về khả năng trì hoãn cuộc bầu cử. Đàm Diệu Tâm (Tam Yiu-chung), đại diện duy nhất của Hồng Kông tại Ủy ban Thường vụ Đại hội Đại biểu Nhân dân Toàn quốc (NPCSC), gợi ý rằng chính phủ không nên loại trừ việc hoãn cuộc bầu cử sắp tới, đồng thời bác bỏ mọi chỉ trích rằng phe ủng hộ Bắc Kinh sợ thất bại bầu cử.
Vào ngày 31 tháng 7 – ngày cuối cùng của thời gian chọn ứng cử viên, Đặc khu trưởng Hồng Kông Lâm Trịnh Nguyệt Nga thông báo về việc viện dẫn Pháp lệnh Quy định Khẩn cấp, trao cho bà quyền khẩn cấp để hoãn cuộc bầu cử. Bà cũng lưu ý rằng với 4,4 triệu cử tri đã đăng ký ở Hồng Kông, tổng tuyển cử sẽ là "một cuộc tụ tập quy mô lớn và nguy cơ lây nhiễm vô cùng cao", đặc biệt là đối với những người lớn tuổi trong khi các biện pháp ngăn cách xã hội sẽ ngăn cản các ứng cử viên tham gia, Lâm cũng nói thêm rằng nhiều cử tri đăng ký ở Hoa lục và ở nước ngoài sẽ không thể tham gia bầu cử trong khi các biện pháp kiểm dịch tại biên giới được thực hiện, đồng thời bác bỏ mọi tính toán chính trị đằng sau nó. Vào ngày 11 tháng 8, Ủy ban Thường vụ Đại hội Đại biểu Nhân dân Toàn quốc Trung Quốc đã nhất trí thông qua quyết định gia hạn thêm một năm nhiệm kỳ của đương nhiệm Hội đồng Lập pháp khóa 6.
Phe ủng hộ dân chủ, những người mà muốn tận dụng làn sóng bất mãn sâu sắc với chính phủ, đã cáo buộc bà Lâm sử dụng đại dịch như một cái cớ để ngăn người dân bỏ phiếu và cảnh báo làm như vậy sẽ "gây ra một cuộc khủng hoảng hiến pháp trong thành phố". Hoàng Chi Phong, người gần đây đã bị truất quyền tham gia cuộc bầu cử đã viết trên Twitter rằng đại dịch đang được sử dụng như "một cái cớ để hoãn bầu cử" và là "vụ gian lận bầu cử lớn nhất trong lịch sử #HK". Trong khi đó, nhà lập pháp phe dân chủ Chu Khải Địch (Eddie Chu) cho hay Đảng Cộng sản Trung Quốc đang thực hiện "rút lui chiến lược" và "muốn tránh một thất bại tàn khốc tiềm tàng" trong cuộc bầu cử, ông viết trên Twitter.
Chính phủ các nước Hoa Kỳ, Anh Quốc và Đại biểu cấp cao Liên minh châu Âu đều đưa ra các tuyên bố bày tỏ quan ngại về việc hoãn cuộc tuyển cử. Trong khi đó, Đức tuyên bố đình chỉ hiệp ước dẫn độ với Hồng Kông. Nguyên nhân là do chính quyền Hồng Kông quyết định "loại bỏ mười hai ứng cử viên đối lập tham gia bầu cử và hoãn cuộc tuyển cử..." và là "một hành động xâm phạm thêm quyền của công dân Hồng Kông".

## Thăm dò ý kiến

#### Theo trận doanh
| Ngày tiến hành | Nguồn thăm dò                                                | Số người            | Dân chủ | Kiến chế | Chưa quyết định/Không tham gia/Khác | Chênh lệch |
| -------------- | ------------------------------------------------------------ | ------------------- | ------- | -------- | ----------------------------------- | ---------- |
| 19–22/10/2020  | HKPORI                                                       | 1.020               | 46%     | 13%      | 35%                                 | 33%        |
| 30/08/2020     | HKPORI Lưu trữ ngày 13 tháng 11 năm 2020 tại Wayback Machine | 1.007               | 57%     | 25%      | 19%                                 | 32%        |
| 15–18/06/2020  | HKPORI                                                       | 1.002               | 53%     | 29%      | 18%                                 | 24%        |
| 17–20/03/2020  | HKPORI                                                       | 1.001               | 58%     | 22%      | 20%                                 | 36%        |
| 04/09/2016     | kết quả bầu cử 2016                                          | kết quả bầu cử 2016 | 55,0%   | 40,2%    | (41,7/4,9%)                         | 14,9%      |